# Aroma Park
Aroma Park är en ort (village) i Kankakee County i Illinois. Vid 2010 års folkräkning hade Aroma Park 743 invånare.